# Râul Rebra
Râul Rebra este un curs de apă, afluent al râului Someșul Mare. Cursul superior al Rebrei este uneori denumit și Râul Gușeț.